# Antarctische diepzeeheek
De Antarctische diepzeeheek (Dissostichus eleginoides) is een straalvinnige vis uit de familie van Nototheniidae, orde van baarsachtigen (Perciformes). De vis kan een lengte bereiken van 215 centimeter.

## Leefomgeving
Dissostichus eleginoides is een zoutwatervis. De soort komt voor in gematigde wateren in de Grote, Atlantische en Indische Oceaan. De diepteverspreiding is 50 tot 3850 meter.

## Relatie tot de mens
Dissostichus eleginoides is voor de visserij van aanzienlijk commercieel belang. In de hengelsport wordt er weinig op de vis gejaagd.